# 6210 Hyunseop
6210 Hyunseop (1991 AX1) là một tiểu hành tinh vành đai chính được phát hiện ngày 14 tháng 1 năm 1991 bởi M. Matsuyama và K. Watanabe ở Kushiro.